# Mitocu Dragomirnei
Mitocu Dragomirnei là một xã thuộc hạt Suceava, România. Dân số thời điểm năm 2002 là 4000 người.